# Prelatura della Santa Croce e Opus Dei

Sigillo dell'Opus Dei, rappresenta la croce che abbraccia il mondo

La Prelatura della Santa Croce e Opus Dei (in Latino: Praelatura Sanctae Crucis et Operis Dei), più conosciuta nella forma abbreviata Opus Dei (letteralmente, "Opera di Dio"), è una prelatura personale della Chiesa cattolica, l'unica esistente attualmente nell'ordinamento canonico. Venne fondata il 2 ottobre 1928 da Josemaría Escrivá per «diffondere il messaggio che il lavoro e le circostanze ordinarie sono occasione di incontro con Dio e di servizio nei confronti degli altri, per il miglioramento della società». Ha ottenuto lo status di prelatura personale in forza della costituzione apostolica Ut sit del 1982; è retta dagli Statuti emanati da Giovanni Paolo II nel 1982. Attualmente il prelato è mons. Fernando Ocáriz.

## Storia

### La fondazione
San Josemaría Escrivá de Balaguer (1902-1975), sacerdote cattolico spagnolo, è il fondatore dell'Opus Dei. Secondo quanto da lui stesso raccontato, il 2 ottobre 1928, durante un ritiro, avrebbe avuto una ispirazione divina e avrebbe compreso il compito della sua vita che Dio gli avrebbe affidato: far sì che i “cristiani inseriti nel tessuto connettivo della società civile - con la loro famiglia, gli amici, il lavoro professionale e le loro nobili aspirazioni - comprendano che la loro vita, così come è, può essere l'occasione di un incontro con Cristo, ed è pertanto una strada di santità e di apostolato”. Questa ispirazione contrastava con l'idea, all'epoca molto diffusa nel mondo cattolico, che per diventare santi bisognasse dedicarsi interamente a Dio, tramite l'appartenenza all'ordine sacro o allo stato religioso.
Il nome “Opus Dei” (Opera di Dio) fu scelto dal fondatore perché sintetizzava il concetto di santificazione del lavoro e al contempo chiariva che il lavoro dovesse essere offerto “a maggior gloria di Dio”. Genesi 2,5 afferma che l'essere umano è fatto per lavorare e perciò Escrivá, respingendo il concetto della teologia medioevale secondo il quale il lavoro è conseguenza del peccato originale, riteneva che fosse una via primaria per incontrare Dio.
Questo principio è stato fatto proprio dal Concilio Vaticano II e sintetizzato con l'espressione: «vocazione universale alla santità».
Fu chiaro a Escrivá fin dall'inizio, che i membri dell'Opus Dei “non agiscono in gruppo ma individualmente, con libertà e responsabilità personali. L'Opus Dei non è quindi un'organizzazione chiusa”. I fedeli, proprio perché devono santificarsi nel mondo, collaborano sempre con tutte le persone con cui sono in contatto attraverso il lavoro e la partecipazione alla vita civica”.
Il 14 febbraio 1930 segna l'inizio del ramo femminile dell'Opera.

### I primi centri
Nel 1933 si aprì a Madrid il primo centro dell'Opus Dei. Si trattava dell'Accademia DYA (Derecho y Arquitectura - Diritto e Architettura) dove si svolgevano corsi integrativi per studenti universitari; per chi lo desiderava era possibile assistere a lezioni di formazione cristiana. Nei colloqui con i ragazzi Josemaría “parlava di santificazione del lavoro e delle occupazioni ordinarie: lo studio, svolto con cura e amore e l'impegno per la propria formazione umana e cristiana, erano la strada maestra che indicava loro per amare Dio”.
Durante la guerra civile spagnola (1936-1939), nel pieno della persecuzione religiosa attuata dalle milizie repubblicane, l'accademia DYA venne evacuata, i suoi membri dispersi e Josemaría dovette nascondersi cambiando spesso rifugio. Nel 1937 Escrivá ed altri membri dell'Opera riuscirono a raggiungere Andorra varcando i Pirenei; in questa zona controllata dalle truppe nazionaliste era stata mantenuta la libertà di culto e Josemaría, trasferitosi a Burgos, continuò tramite lettere a mantenere i contatti con gli altri membri dell'Opera fino alla fine della guerra civile.
Ritornato a Madrid, Escrivá riprese i contatti con i giovani che lo avevano seguito prima del conflitto (una decina in tutto) ma l'inizio della seconda guerra mondiale, se non rallentò lo sviluppo dell'Opera in Spagna, pospose l'espansione oltre i confini nazionali. Nel 1939 Escrivá pubblicò “Cammino” una collezione di 999 massime di spiritualità; su richiesta di numerose diocesi spagnole predicò durante gli esercizi spirituali del clero ed iniziaronono anche le prime critiche contro l'Opera. Nel 1941 una corte civile istituita da Franco, il tribunale civile per la repressione della massoneria aprì una formale inchiesta contro l'Opus Dei che fu presto archiviata in quanto l'accusa era priva di fondamento. In queste occasioni come in passato, Escrivá fu sostenuto dal vescovo di Madrid Leopoldo Eijo y Garay che approvò nel 1941 l'Opus Dei come Pia Unione di diritto diocesano, una forma che se ancora non confacente allo spirito dell'opera, gli dava una consistenza costituzionale almeno nel territorio spagnolo. Lo stesso vescovo ordinò il 25 giugno 1944 i primi tre sacerdoti dell'Opus Dei. Escrivá aveva concepito l'Opera come una unione organica di laici e sacerdoti in cooperazione per la missione dell'Opera. I sacerdoti vennero inquadrati in una struttura giuridica apposita: la Società Sacerdotale della Santa Croce.

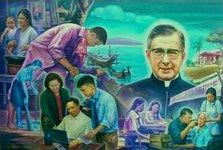
Un murale nelle Filippine: Magpakabanal sa gawain ("Diventare santo attraverso il lavoro")

### La sede a Roma
Josemaría Escrivá volle che la sede centrale dell'Opus Dei fosse a Roma, per sottolineare il carattere universale dell'istituzione, non legata a uno specifico territorio, oltre che lo stretto legame con il Sommo Pontefice. Per questo partì per l'Italia nel 1946, sbarcando a Genova il 22 giugno e trasferendosi subito a Roma per stabilirvi la sede principale dell'Opus Dei.
 Il 16 giugno 1950 con il decreto Primum inter la Santa Sede concesse l'approvazione dell'Opera come istituto secolare di diritto canonico. In questo modo l'Opus Dei veniva riconosciuta come una unità organica, costituita da laici e sacerdoti iscritti alla Società Sacerdotale della Santa Croce; era consentito l'inserimento anche delle persone sposate e dei sacerdoti diocesani che continuavano a riferire al proprio vescovo, ma ricevano dall'Opus Dei l'aiuto spirituale per cercare la santità nell'esercizio del loro ministero. L'Opus Dei continuava ad essere posta alle dipendenze della sacra Congregazione dei religiosi, nonostante fosse chiaro che i laici non erano tenuti a formulare i tre voti pubblici di religione.

### Espansione apostolica
Nel 1946 iniziò l'apostolato dell'Opus Dei in Portogallo, Italia, Inghilterra, Irlanda e Francia, nel '49 negli Stati Uniti, nel '50 in Cile e Argentina, nel '51 in Venezuela e Colombia, nel 52' in Germania, nel 1953 in Perù e Guatemala, nel '54 in Ecuador, nel 56 in Svezia e Uruguay, nel '57 in Austria, Brasile e Canada.
In parallelo iniziarono a svilupparsi diverse opere sociali (iniziative a carattere civile, con finalità educative o di servizio, promosse da fedeli dell'Opus Dei che godono della garanzia morale della Prelatura).
Nel 1952 iniziarono le attività nello Studio Generale di Navarra a Pamplona che successivamente si trasformò in Università di Navarra, che “si sarebbe espansa tanto da diventare la pietra angolare delle opere apostoliche dell'Opus Dei”.
Papa Giovanni XXIII affidò a Escrivá il compito di erigere il Centro Internazionale per la Gioventù Lavoratrice, con l'annessa parrocchia di San Giovanni Battista al Collatino in Roma, come fu ricordato dallo stesso Paolo VI all'inizio della sua omelia del 21 novembre 1965 in occasione dell'inaugurazione del Centro ELIS.
Nel 1967 mons. Giovanni Benelli, sostituto alla segreteria di Stato del Vaticano, preoccupato per le difficoltà nel pervenire a una pacifica transizione della Spagna verso una stabile democrazia dopo la morte di Francisco Franco, interpellò Escrivá perché l'Opus Dei si facesse parte attiva nel costituire in Spagna una formazione di orientamento democratico-cristiano sul modello italiano della Democrazia Cristiana. “Escrivá rifiutò l'adesione dell'Opus Dei al progetto sottolineando di non poter imporre scelte politiche ai suoi membri. Per un certo tempo “non ci fu nessun progresso nel mutamento dello status giuridico dell'organizzazione”.
Il 7 luglio de 1975 fu inaugurato a Huesca (Spagna) il Santuario di Torreciudad, un antico progetto del fondatore in onore alla Vergine Maria.
Il 26 giugno 1975 Escrivá moriva a Roma. In quel momento facevano parte dell'Opus Dei più di 60 000 persone di 80 nazionalità.

### Dopo la morte di Josemaría Escrivá

#### Beato Álvaro del Portillo

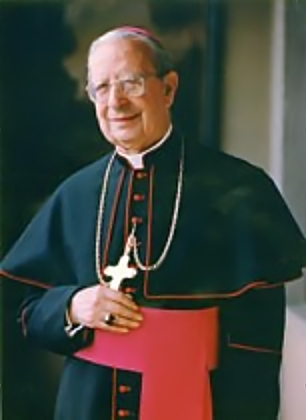
Álvaro del Portillo

Álvaro del Portillo (Madrid 1914 - Roma 1994), il principale collaboratore di Josemaría Escrivá, divenne il suo primo successore alla guida dell'Opus Dei il 15 settembre del 1975. Durante il Concilio Vaticano II era stato segretario della commissione conciliare che elaborò il decreto Presbyterorum ordinis e contribuì a mettere in evidenza il ruolo dei laici. Fu nominato anche consultore nella Pontificia Commissione per la revisione del codice di diritto canonico. È stato ordinato vescovo da Giovanni Paolo II il 6 gennaio 1991, è deceduto il 23 marzo del 1994 ed è stato beatificato il 27 settembre 2014.
Álvaro del Portillo, nel periodo in cui è stato Prelato dell'Opus Dei, si è preoccupato di portare a termine quanto era stato già avviato dal fondatore, promuovere l'espansione dell'Opera e diffonderne la conoscenza.
Venne curata la pubblicazione di due volumi di omelie di Escrivá: “È Gesù che passa“ e “Amici di Dio” e il seguito degli aforismi di “Cammino”: “Solco” e “Forgia”.
Nel 28 novembre del 1982 con la costituzione apostolica Ut Sit si completa l'iter giuridico dell'Opus Dei con la sua erezione, da parte di Giovanni Paolo II, a Prelatura personale. Álvaro del Portillo viene nominato primo Prelato.
La Prelatura personale è una figura giuridica già prevista nel Concilio Vaticano II nel decreto Presbyterorum ordinis e configurata in documenti pontifici successivi che si caratterizza come struttura idonea a svolgere una particolare opera pastorale, ha un carattere nettamente secolare, dispone di un clero proprio e può incorporare fedeli laici celibi o sposati.
In questo modo veniva riconosciuta l'unità organica di sacerdoti e laici dell'Opus Dei per assecondare la vocazione universale di tutti i cristiani, già sancita nel Concilio Vaticano II. Il fatto che la Prelatura Opus Dei dipenda direttamente dalla Sacra Congregazione per i vescovi e che ai suoi aderenti non vengano richiesti vincoli sacri, differenziano l'Opus Dei da qualsiasi istituto di vita consacrata ma anche dalle pie unioni e da altre associazioni di fedeli.
In effetti, altre associazioni di laici cattolici previste nel decreto Apostolicam actuositatem fanno capo al Pontificio Consiglio per i laici e non prevedono l'incardinazione di sacerdoti nell'associazione. Bisogna considerare inoltre che “le prelature personali presentano la peculiarità che i loro fedeli continuano a far parte anche delle chiese locali o delle diocesi dove hanno il loro domicilio. Pertanto le prelature non si sovrappongono né si sostituiscono alla potestà dei vescovi diocesani ma danno un supporto aggiuntivo alle loro attività pastorali. Nel caso della prelatura dell'Opus Dei ad esempio le sue attività pastorali vengono sempre svolte previo l'accordo e il consenso dei vescovi locali. La potestà del prelato si estende solo a ciò che concerne la peculiare missione della prelatura”.
Nel 1984, Álvaro del Portillo portò a compimento uno specifico desiderio di Josemaría Escrivá, inaugurando il Centro accademico romano, che si trasformò successivamente in Pontificia Università della Santa Croce con le facoltà di teologia, diritto canonico, filosofia e comunicazione. Il 17 maggio 1992 Giovanni Paolo II beatificò Josemaría Escrivá in piazza San Pietro a Roma, alla presenza di 300 000 persone. In quell'occasione furono sollevate critiche in merito alla rapidità con cui arrivò a tale canonizzazione. “Tutte le polemiche suscitate dalla decisione vaticana sono forse soltanto dovute all'ignoranza della semplificazione dei processi di canonizzazione operata da Paolo VI e delle moderne risorse dell'informatica che hanno consentito di accelerare i tempi”.
Alla morte di mons.Álvaro del Portillo, avvenuta il 23 marzo 1994 al rientro da un pellegrinaggio in Terra Santa, gli succedette Javier Echevarría. Mons. del Portillo è stato beatificato a Madrid il 27 settembre 2014.

#### Javier Echevarría
Javier Echevarría Rodríguez, laureato in legge e in diritto canonico, ordinato sacerdote il 7 agosto 1955, fu stretto collaboratore di Josemaría Escrivá, e dal 1953 fino alla sua morte, avvenuta nel 1975, fu il suo segretario. Nel 1982, con l'erezione dell'Opus Dei in prelatura personale, divenne vicario generale della prelatura. È stato nominato Prelato dell'Opus Dei da Giovanni Paolo II il 20 aprile 1994, e vescovo il 6 gennaio 1995. Il 6 ottobre del 2002 in piazza San Pietro Josemaría Escrivá veniva proclamato santo da Giovanni Paolo II. In quell'occasione, con il contributo dei partecipanti all'evento, fu costituita Harambee Africa International, una onlus che ha lo scopo di avviare progetti di istruzione e sviluppo nell'Africa sub sahariana. Nei suoi primi dieci anni di vita sono stati avviati progetti in Benin, Camerun, Kenya e Mozambico.
Il 12 dicembre 2014 Echevarría ha nominato vicario ausiliare della prelatura il sacerdote Fernando Ocáriz, sino a quel momento vicario generale. Il vicario ausiliare è una figura eventuale prevista dagli Statuti dell'Opera, cui vengono trasferite le funzioni proprie del prelato per particolari motivi (età avanzata o inabilità del prelato e simili). Al posto di Ocáriz nel ruolo di vicario generale viene nominato contestualmente Mariano Fazio, sino a quel momento vicario regionale dell'Opus Dei per l'Argentina.

#### Fernando Ocáriz
Il 23 gennaio 2017 mons. Fernando Ocáriz è stato nominato prelato dell'Opus Dei.

## Status, finalità e organizzazione
Il Codice di diritto canonico del 1983 (canoni 294-297) indica le caratteristiche fondamentali delle prelature personali. Il canone 294 prevede che la prelatura personale sia composta da presbiteri e da diaconi del clero secolare, con la possibilità (canone 296) dell'inserimento di laici, per il solo espletamento delle opere apostoliche.
L'origine del nome dell'istituzione è legata alla volontà di contribuire al disegno di Dio in Terra. In latino, infatti, la frase opus Dei significa "opera di Dio". Il nome venne scelto da Josemaría Escrivá nel 1930, al termine di un colloquio con il suo confessore, il gesuita padre Sánchez, che gli aveva chiesto: “Come va quest'opera di Dio?”. Per strada pensò: “opera di Dio, Opus Dei!...lavoro di Dio. È il nome che cercavo!”
L'Opus Dei non è un ordine religioso: i suoi sacerdoti e diaconi appartengono al clero secolare, mentre gli altri fedeli sono laici.
A capo della Prelatura è posto un prelato, scelto dal Congresso generale elettivo, la cui decisione deve poi essere ratificata dal papa. Il prelato è eletto a vita.
La finalità dell'Opus Dei è "promuovere fra le persone di tutti i ceti della società la ricerca della santità cristiana in mezzo al mondo. Vale a dire, l'Opus Dei intende aiutare ogni persona che vive nel mondo - l'uomo comune, l'uomo della strada - a condurre una vita pienamente cristiana, senza dover cambiare il suo modo di vita quotidiana, né il suo lavoro abituale, né i propri ideali o aspirazioni”. L'ambito della santificazione è quindi la vita stessa: l'attività lavorativa, la famiglia, le amicizie, gli hobby... L'attività principale dell'Opus Dei consiste nel dare ai suoi fedeli, e a tutte le persone che lo desiderano, i mezzi spirituali necessari per vivere da buoni cristiani in mezzo al mondo.
Accanto alla formazione spirituale, svolta per lo più dai numerari, l'Opus Dei incoraggia i fedeli della Prelatura a dar vita ad iniziative assistenziali, formative e sociali. In Italia, ad esempio, sin dal 1964 esiste un centro di formazione professionale riconosciuto e finanziato dalla Regione Lazio: la Scuola di Formazione ELIS a Roma. Sono molti i centri formativi, professionali, scolastici e di livello universitario creati in tutto il mondo con l'aiuto dei fedeli della Prelatura.
L'attuale configurazione giuridica caratterizza l'Opus Dei come una realtà ecclesiale del tutto diversa sia dai fenomeni associativi sia dalle congregazioni e dagli ordini religiosi: prevista dal Concilio Vaticano II (decreto Presbyterorum Ordinis e motu proprio Ecclesiae Sanctae), la prelatura personale si configura come una struttura istituzionale e gerarchica della Chiesa, che raccoglie, sotto la giurisdizione di un prelato nominato dal papa, sacerdoti e laici al fine di perseguire specifici compiti pastorali e apostolici. Il compito specifico dell'Opus Dei – come previsto dalla Costituzione Apostolica “Ut sit” che il 28 novembre 1982 eresse l'Opus Dei come Prelatura personale – consiste nel diffondere l'ideale della santità in mezzo al mondo, nel lavoro professionale e nelle circostanze ordinarie di ciascuno. Gli aderenti all'Opus Dei dipendono, quindi, dal prelato per tutto ciò che riguarda direttamente la loro vita spirituale e sociale.
L'Opera si propone di offrire a uomini e donne, celibi o sposati, la formazione necessaria per vivere la propria testimonianza cristiana nel lavoro e nella vita familiare e sociale.
Ordinario della prelatura è il prelato, che gode di potestà ordinaria propria, di giurisdizione sui sacerdoti incardinati nella prelatura e sui laici a essa incorporati (dunque la prelatura personale ha diversi tratti in comune con una diocesi; non è però legata ad un determinato territorio). L'incorporazione dei laici avviene tramite una convenzione, che li lega giuridicamente alla prelatura stessa. Il motu proprio Ad charisma tuendum del 2022 ha disposto che «il Prelato non sarà insignito, né insignibile dell’ordine episcopale» e non potrà fruire delle insegne episcopali prima della nomina (artt. 5-6).

## La spiritualità
La vocazione universale alla santitàVittorio Messori ha cercato di spiegare questa espressione con parole semplici osservando che per molti battezzati sembra che “santità e apostolato non possono essere per tutti perché la stragrande maggioranza dei cristiani ha un lavoro, una famiglia, un complesso di impegni che lo distraggono; non si ha tempo per dedicarsi alle opere di pietà. Per una vita pienamente cristiana, per una ricerca vera della santità occorrerebbe uscire dalla propria vita consueta ed entrare in quelli che sono chiamati “istituti di perfezione”, diventare insomma cristiani di serie A (monaci, frati, sacerdoti,..). Escrivá ribadiva invece che si può, anzi ci si deve, santificare nella vita ordinaria, senza cambiare lavoro né lasciare la famiglia. Facendo cioè come le prime generazioni cristiane che, all'esterno non si distinguevano in nulla dai loro contemporanei pagani". L'allora cardinale Joseph Ratzinger approfondì il concetto: «sapendo che nei processi di canonizzazione si cerca la virtù eroica, siamo portati a pensare che è un ideale troppo alto per noi. La santità diventa qualcosa riservata ad alcuni grandi di cui vediamo le immagini sugli altari. Questo concetto sbagliato è stato corretto e mi sembra il punto centrale di Josemaría Escrivà. Virtù eroica non significa che uno ha fatto grandi cose da sé, ma che nella sua vita appaiono realtà che non ha fatto lui perché egli è stato trasparente e disponibile per l'Opera di Dio. In altre parole essere santo è parlare con Dio come un amico parla a un amico».
La filiazione divinaSecondo Escrivá de Balaguer «La filiazione divina è il fondamento dello spirito dell'Opus Dei». Tutti i cristiani, quando vengono battezzati, diventano figli di Dio. La formazione impartita dalla Prelatura dell'Opus Dei ha l'obiettivo di suscitare una viva consapevolezza di tale condizione e aiutare i fedeli ad assumere un comportamento coerente con tale realtà. Il vescovo Alvaro del Portillo, successore di Escrivá come Prelato dell'Opus Dei, ha evidenziato che “il senso della filiazione divina si traduceva in S. Escrivá in un desiderio ardente e sincero, tenero e profondo insieme, di imitare Gesù Cristo quale fratello suo, figlio di Dio Padre. Lo spirito di filiazione lo portava a mantenersi sempre alla presenza di Dio. A vivere con una fede assoluta nella provvidenza, a corrispondere serenamente e gioiosamente alla Volontà divina”.
Esser contemplativi in mezzo al mondoGiorgio Faro ha così sintetizzato questo aspetto: «Il lavoro, inteso non solo come attività professionale ma come l'insieme delle attività ordinarie che caratterizzano la vita di ciascuno, è il principale mezzo attraverso cui incontrarsi con Dio, stare con Lui, fare la Sua volontà. Il lavoro quindi, come ogni attività del cristiano (sociale, familiare, sportiva, ecc.), deve trasformarsi in orazione, cioè in dialogo con Dio. Escrivá scrisse: "l'arma dell'Opus Dei non è il lavoro: è l'orazione. Per questo trasformiamo il lavoro in orazione ed abbiamo anima contemplativa". Invitava quindi "a svolgere il lavoro di Marta, ma con il cuore di Maria", ad essere "contemplativi in mezzo al mondo". Egli equiparava il tavolo di lavoro o la scrivania del laico, all'altare su cui il sacerdote celebra ogni giorno la santa Messa».
Unità di vitaJavier Echevarría - Prelato dell'Opus Dei fino al 2016 - così si esprimeva: «Con l'espressione unità di vita nel linguaggio della teologia spirituale si suole designare l'ideale, già presente in tanti Padri, dell'incontro fra Marta e Maria. La fusione di azione e contemplazione, di preghiera e lavoro. L'unità di vita scaturisce dall'azione dello Spirito Santo nell'anima: non è quindi un traguardo meramente umano. Il risultato di un ordine mentale, di un efficientismo organizzato o dello sforzo personale per giungere a una sorta di quiete dell'animo. Rappresenta in un certo modo un sinonimo della santità e quindi una meta per tutti i cristiani.»
Mentalità laicaleLa teologia della «vocazione universale alla santità», disse l'allora cardinal Albino Luciani, poi Giovanni Paolo I: "era presente, oltre trecento anni prima, anche in S. Francesco di Sales". Anche questi propugna la santità per tutti, ma sembra insegnare solo una «spiritualità dei laici», mentre Escrivá vuole una «spiritualità laicale». Mentre Francesco di Sales suggerisce quasi sempre ai laici gli stessi mezzi praticati dai religiosi con opportuni adattamenti, Escrivá è più radicale: parla addirittura di "materializzare" la santificazione. Per Escrivá è lo stesso lavoro materiale che deve trasformarsi in "preghiera e santità".
Amore per la libertà personaleIl cardinale Sergio Pignedoli sottolinea che il cristiano deve difendere tutti i beni che la dignità della persona porta con sé e ricorda su questo punto le parole di S. Escrivá: «Ritengo che un cristiano debba unire la passione umana per il progresso civile e sociale alla consapevolezza dei limiti delle proprie opinioni, rispettando quindi le opinioni altrui e amando il legittimo pluralismo su temi opinabili. Chi non sa vivere così non ha capito fino in fondo il messaggio cristiano. Dio, creandoci, ha accettato il rischio e l'avventura della nostra libertà. Nell'Opus Dei il pluralismo è voluto e amato e non semplicemente tollerato». S. Escrivá ha mostrato in altre occasioni una posizione decisa al riguardo: «Qualora un socio dell'Opus Dei cercasse di imporre (direttamente o indirettamente) una scelta temporale agli altri soci, oppure tentasse di servirsi di loro per conseguire interessi umani, verrebbe espulso senza indugi; tale infatti sarebbe la reazione giusta, santa, degli altri soci».
Il lavoro deve essere fatto con perfezione umanaIl cardinale Albino Luciani ricordando una frase di S. Escrivá: «come può essere lavoro di Dio se è fatto male, in fretta e senza competenze? Un muratore, un architetto, un medico, un insegnante come può essere un santo se non è anche, per quanto dipende da lui, un bravo muratore, un bravo architetto, un bravo medico, un bravo insegnante?» osservava che in linea con lui scriveva Gilson nel 1949: «Ci dicono che è stata la fede a costruire le cattedrali nel medioevo; d'accordo... ma anche la geometria. Fede e geometria, fede e lavoro eseguito con competenza per Escrìvà vanno a braccetto, sono le due ali della santità».
Apostolato nel proprio ambiente familiare e di lavoroIl vescovo Carlo Colombo sottolinea che l'apostolato laico è fatto non tanto di parole quanto di vita: «è la propria vita concreta, il lavoro quotidiano che deve divenire prova, testimonianza. L'apostolato è la conseguenza necessaria di un amore vero a Gesù Cristo: chi lo ama non può non amare la Sua missione e quelli per i quali Egli ha donato la propria vita, ossia tutti gli uomini e innanzitutto i familiari e i colleghi di lavoro».
Durante un'udienza a Castel Gandolfo nell'agosto del 1979, papa Giovanni Paolo II disse ai membri dell'Opus Dei: «Grande ideale, veramente, il vostro, che fin dagli inizi ha anticipato quella teologia del laicato, che caratterizzò poi la Chiesa del Concilio e del post-Concilio. Tale infatti è il messaggio e la spiritualità dell'Opus Dei: vivere uniti a Dio, nel mondo, in qualunque situazione, cercando di migliorare se stessi con l'aiuto della grazia, e facendo conoscere Gesù Cristo con la testimonianza della vita».
Nell'articolo Lasciare operare Dio, l'allora cardinale Joseph Ratzinger, prefetto della Congregazione per la Dottrina della Fede (e futuro papa Benedetto XVI), scrisse, a proposito di Josemaría Escrivá e l'Opus Dei: «un concetto sbagliato della santità», quello in cui «la santità diventa una cosa riservata ad alcuni grandi, e che sono tutt'altro rispetto a noi normali peccatori. Ma questo è un concetto sbagliato di santità, una percezione errata che è stata corretta proprio da Josemaría Escrivá. Essere santo è nient'altro che parlare con Dio come un amico parla con l'amico».

## I sacerdoti nell'Opus Dei

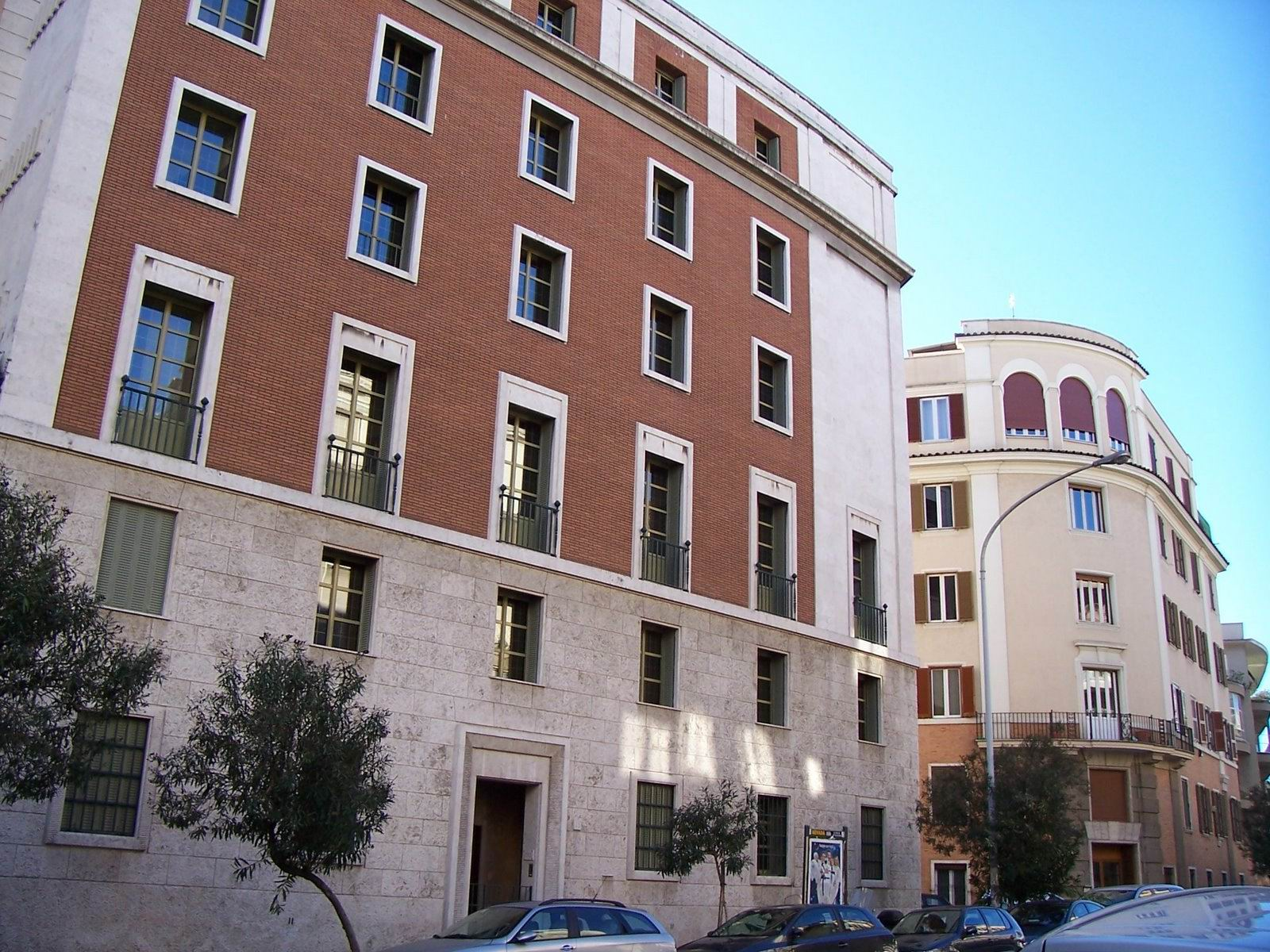
Sede dell'Opus Dei a Roma

L'Opus Dei ha un clero proprio, formato esclusivamente da chierici scelti tra i suoi fedeli numerari e aggregati. Possono quindi essere incardinati nella Prelatura solo sacerdoti e diaconi provenienti dal laicato della Prelatura stessa. All'Opus Dei è intrinsecamente unita la Società Sacerdotale della Santa Croce, associazione alla quale possono aderire sacerdoti diocesani.

## Fedeli
I fedeli laici che collaborano con l'Opus Dei si dedicano ai fini della prelatura, di ordine esclusivamente spirituale; i loro impegni, peraltro, non ne mutano la condizione canonica e teologica di comuni fedeli cristiani (non formulano alcun tipo di voto e si limitano solo, in taluni casi, ad un lascito testamentario a favore di istituzioni promosse da fedeli della prelatura); essi si trovano sotto la giurisdizione del prelato per quanto attiene agli impegni ascetici, formativi, apostolici e di penitenza del corpo conseguenti all'incorporazione nella prelatura. Restano, invece, sotto la giurisdizione dell'ordinario diocesano per tutti gli aspetti determinati dal diritto comune nei confronti dei fedeli cattolici nelle varie diocesi in cui vivono.
Secondo quanto affermato dall'Opus Dei, essi sono tenuti a svolgere il loro apostolato nell'esercizio del quotidiano lavoro professionale, negli ambienti e nelle strutture della società civile.
Tra i membri si distinguono:
- i "numerari"[47]: persone che vivono il celibato apostolico, dedicandosi (oltre al proprio lavoro professionale) alle necessità spirituali degli altri fedeli della Prelatura e di tutti coloro che frequentano le attività formative dell'Opus Dei. Il loro ruolo di formazione e direzione richiede che siano laureati. Abitualmente vivono nei centri dell'Opus Dei e danno la loro disponibilità a spostarsi per le necessità del lavoro apostolico.
- Tra le donne vi sono le "numerarie ausiliari", che dedicano la propria attività professionale alla cura dei centri dell'Opus Dei;
- gli "aggregati": vivono il celibato apostolico, ma a differenza dei numerari solitamente vivono con le loro famiglie d'origine e possono anche non essere laureati;
- i "soprannumerari": persone coniugate o celibi che vivono la stessa vocazione divina di Numerari e Aggregati, partecipano allo stesso lavoro apostolico ma nelle circostanze di una vita dedita alla propria famiglia.

Poi ci sono:
- i "cooperatori": persone anche non cattoliche, non cristiane o non credenti che vogliono contribuire allo sviluppo dell'Opus Dei, condividendone la spiritualità.

Ai soprannumerari non è richiesto di fare testamento a favore dell'Opus Dei, mentre lo si suggerisce a numerari e aggregati (a questi ultimi compatibilmente con le esigenze della propria famiglia di nascita).
Alla Società Sacerdotale della Santa Croce (della quale è presidente generale il prelato dell'Opus Dei) possono associarsi sacerdoti appartenenti alle rispettive diocesi, che, secondo quanto asserito dall'Opus Dei, "desiderano cercare la santità nell'esercizio del loro ministero, secondo lo spirito e l'ascetica dell'Opus Dei". Tale ascrizione non ne altera la dipendenza dal vescovo diocesano, che ne resta l'unico superiore.
Il clero della prelatura proviene dai fedeli laici dell'Opus Dei: sono numerari e aggregati i quali, liberamente disponibili a essere sacerdoti, dopo diversi anni di incorporazione alla prelatura e dopo aver completato la formazione e gli studi di preparazione al sacerdozio, sono invitati dal prelato a ricevere gli ordini sacri.
I fedeli dell'Opera che per qualsiasi motivo siano stati dimessi possono chiedere la riammissione canonica, che viene concessa previa verifica del permanere delle condizioni richieste.

## Attività
(Josemaría Escrivá, dall'omelia "Amare il mondo appassionatamente", 8 dicembre 1967)
Benché l'apostolato dei membri sia principalmente esercitato a livello e a titolo personale, in alcune occasioni l'Opus Dei si incarica di assicurare la cura spirituale e dottrinale di determinate istituzioni educative, assistenziali e di promozione umana, per esempio tra le favelas delle città sudamericane, nelle isole indonesiane, ecc., o con programmi di cooperazione tecnica nei Paesi in via di sviluppo (Filippine, Ecuador, Perù, ecc.).
In Italia esistono centri dell'Opus Dei, istituiti sempre con l'approvazione dei rispettivi vescovi, per esempio nelle diocesi di Roma, Milano, Brescia, Torino, Genova, Verona, Trieste, Bologna, Firenze, Perugia, Napoli, Cagliari, Bari, Catania, Palermo, Sassari e in varie altre. Sul sito dell'Opus Dei in Italia c'è una mappa di alcune città in cui è possibile trovare centri dell'Opus Dei.
Di seguito, vengono descritte in sintesi alcune attività sociali nel mondo. In tutte queste iniziative l'Opus Dei si occupa dell'aspetto spirituale e dottrinale, mentre le responsabilità civile ed economica sono assunte dalle persone che vi lavorano.

### Italia
In campo medico e assistenziale, a Roma dal 1993 è attiva l'Università Campus Bio-Medico, che si articola in due facoltà, un centro di ricerca e un Policlinico.
In campo educativo, 9 città italiane ospitano 19 collegi universitari (dal 1959). Essi sono gestiti da Fondazione RUI, IPE e Arces e offrono ospitalità e servizi allo studio per universitari fuori sede.
La Pontificia Università della Santa Croce, nata a Roma dal 1984, è un centro superiore di studi ecclesiastici articolato nelle facoltà di Teologia, Filosofia, Diritto canonico, Comunicazione istituzionale. Gli studenti provengono da tutto il mondo.
Nel campo della formazione professionale, dal 1964 il Centro ELIS conduce a Roma, nel quartiere Casal Bruciato, corsi per la formazione di operai specializzati, l'istituto professionale nel campo dell'enogastronomia e dell'ospitalità alberghiera SAFI ELIS, corsi di formazione specialistica per laureandi e neolaureati, e due scuole sportive.

### Europa
La Spagna è per ragioni storiche il paese in cui sono presenti in maggior numero attività sociali dell'Opus Dei. Le principali sono: l'Università di Navarra (a Pamplona dal 1952) con clinica universitaria (dal 1962) e 15 facoltà; l'Ospedale Laguna (a Madrid dal 2002) per malati terminali, dedicato esclusivamente alle cure palliative (in Spagna ne esistono soltanto due); l'Università Internazionale di Catalogna (UiC) a Barcellona; lo IESE Business School (a Barcellona dal 1958); Braval (a Barcellona dal 2002) svolge programmi socio-educativi per la coesione sociale.
Sono presenti collegi universitari in molti altri paesi europei: Inghilterra, Germania, Francia, Austria, Svizzera, Portogallo, Irlanda.
In Gran Bretagna si segnalano anche la People First Society (a Londra, dal 2000) un'associazione studentesca di volontariato, e ReachOut! (2002) Programma di formazione della gioventù urbana nel quartiere periferico Moss Side, a Manchester.

### Africa
Il primo centro interrazziale dell'Africa è lo Strathmore College di Nairobi, capitale del Kenya, che nacque nel 1961 con l'impulso del fondatore dell'Opus Dei. Si tratta di un Centro educativo per ragazzi dalle medie all'università. Sempre nel Kenya, ma nel distretto di Kiambù, c'è Kimlea, centro di formazione contadina per la donna.
Nel Congo, a Kingshasa, l'Ospedale di Monkole, nato nel 1991 come ambulatorio, è a servizio di una popolazione di 220 000 abitanti. Sono annessi un Istituto superiore di scienze infermieristiche e un Centro di formazione postuniversitario.
Harambee è una onlus che promuove dal 2002 progetti di sviluppo che abbiano come protagonisti gli africani. I progetti sono una trentina in 14 Paesi del continente e spaziano dalla formazione per contadini e artigiani a corsi per la preparazione professionale della donna, fino a percorsi educativi per il reinserimento sociale di ex detenuti.

### Asia
In Giappone, ad Ashiya, il Seido Language Institute svolge dal 1960 un'attività educativa. Da questa esperienza di insegnamento è stato elaborato un sistema didattico – il Seido System – per l'insegnamento delle lingue straniere.
A Manila, capitale delle Filippine, c'è Punlaan, scuola professionale specializzata nel campo alberghiero. Sempre nelle Filippine, a Calamba City, la Anihan Technical School conferisce il diploma in servizi dell'alimentazione, con una specializzazione in panetteria.

### Oceania
Due residenze universitarie in Australia: il Warrane College di Sydney, attivo dal 1970, e il Creston College di Randwick.

### Americhe
Nel quartiere newyorchese del Bronx, il Crotona Center svolge attività sociali per adolescenti. A Chicago il Midtown Sports and Cultural Center offre programmi di formazione, culturale e sportiva. Hang Ah Hillside, a San Francisco, è invece un centro che svolge programmi educativi per ragazze.
Nel Messico le attività dell'Opus Dei sono iniziate nel 1959, con la costituzione della Scuola agraria Montefalco, nello stato di Morelos. Oggi Montefalco è un Liceo e scuola normale per educatrici. Nella capitale Città del Messico l'Università Panamericana, fondata nel 1967, offre corsi di laurea in materie umanistiche, in scienze della salute, economia di impresa ed ingegneria. A Guadalajara il Centro tecnologico e sportivo Jarales organizza corsi di specializzazione in Apparecchi a combustione interna, Manutenzione industriale ed elettronica. Sempre in Messico, a Tiapa de Comonfort, è attivo un presidio medico per popolazioni povere, chiamato Medicina y Asistencia Social.
A Soyapango, El Salvador, il Centro Siramá-Prusia promuove corsi di formazione professionale per la donna; a Città del Guatemala dal 1961 c'è Kinal, scuola tecnica per operai, mentre a Santa Catarina Bodadilla – sempre Guatemala – opera Las Gravileas, un Centro di qualificazione per la donna artigiana.
Tra le attività che si svolgono in Brasile spicca la Pedreira, Centro educativo ed assistenziale in una zona ad alto disagio sociale.
In America Latina sono diverse le università promosse da persone dell'Opus Dei: a Buenos Aires c'è l'Università Austral, con annesso ospedale universitario, nel Perù l'Università di Piura, a Santiago del Cile l'Università delle Ande, a Caracas l'Università Monteávila e in Uruguay l'Università di Montevideo.
Nel 1957 la Santa Sede incaricò l'Opus Dei della cura pastorale di una zona impervia e povera delle Ande, nelle montagne di Yauyos (Perù). Molti abitanti di quei territori ritengono che tali aiuti siano fondamentali per la loro sussistenza, crescita umana e dignità.

## Le scuole
In tutto il mondo sono nate, su una spinta iniziale del fondatore, scuole gestite dai genitori degli alunni, che a volte hanno anche la proprietà degli edifici. Questi genitori, riuniti generalmente in associazioni (come il FAES), chiedono alla Prelatura dell'Opus Dei di assegnare un sacerdote per curare la formazione spirituale dei loro alunni. Questo tipo di attività viene classificato dalla Prelatura con il termine spagnolo "labor personal", equivalente ad "attività personale" per distinguerle dalle "obras corporativas" (iniziative apostoliche) per le quali la Prelatura è impegnata in prima persona a garantire che l'insegnamento sia conforme alla dottrina cattolica, in piena adesione al Magistero della Chiesa. Tuttavia anche per le "obras corporativas" (come ad esempio la Scuola professionale ELIS o l'Istituto Professionale Paritario Servizi per l'Enogastronomia e l'Ospitalità Alberghiera SAFI ELIS), la Prelatura non ne possiede gli edifici, né governa gli enti ad essi preposti.
Una caratteristica delle scuole che si ispirano agli insegnamenti del fondatore dell'Opus Dei è l'educazione differenziata, per scelta pedagogica. Esistono quindi scuole maschili e scuole femminili. A livello universitario, invece le attività didattiche sono miste.
In tutte queste attività scolastiche, i fedeli della Prelatura svolgono il proprio apostolato e proselitismo.

## Cronotassi dei prelati
- Beato Álvaro del Portillo † (28 novembre 1982 - 23 marzo 1994 deceduto)
- Javier Echevarría Rodríguez † (20 aprile 1994 - 12 dicembre 2016 deceduto)
- Fernando Ocáriz, dal 23 gennaio 2017

## Cause di canonizzazione
Oltre a quelle del fondatore Josemaría Escrivá, canonizzato nel 2002, del suo successore Álvaro del Portillo, beatificato nel 2014, e di Guadalupe Ortiz de Landázuri, beatificata nel 2019, sono in corso altre cause di canonizzazione riguardanti altri fedeli dell'Opus Dei, sacerdoti e laici.
- Isidoro Zorzano (Spagna)
- Montse Grases (Spagna)
- coniugi Eduardo Ortiz de Landázuri e Laura Busca Otaegui (Spagna)
- Ernesto Cofiño (Spagna)
- José María Hernández Garnica (Spagna)
- José Luis Múzquiz (Stati Uniti)
- Toni Zweifel (Svizzera)
- coniugi Tomás Alvira e Paquita Domínguez (Spagna)
- Encarnita Ortega Pardo (Spagna/Italia)
- Dora del Hoyo (Spagna/Italia)
- Juan Ignacio Larrea Holguín (Ecuador)[52]
- Adolfo Rodríguez Vidal (Cile)[53]
- Marcelo Henrique Câmara (Brasile)[54]
- Arturo Álvarez Ramírez (Messico)[55]

## Critiche e controversie
Valutazioni critiche sono state espresse da Michael Walsh.

### Critiche dal mondo cattolico
In base ad alcuni rapporti provenienti dalla Spagna, il preposito generale dei gesuiti, p. Włodzimierz Ledóchowski (1866–1942), scrisse alla Santa Sede che considerava l'Opus Dei «molto nocivo per la Chiesa in Spagna». Egli ne descrisse le caratteristiche di "segretezza" e ne vide dei «segni di una inclinazione mascherata a dominare il mondo con una forma particolare di massoneria cristiana». La critica dei gesuiti, che secondo John L. Allen è la radice di molte altre, fu definita da Escrivá «l'opposizione dei Buoni»: secondo lui, la grande ostilità dei gesuiti era «illogica». D'altra parte, Josemaría Escrivá ebbe rapporti di amicizia con vari gesuiti e per vari anni il suo direttore spirituale fu padre Valentín Sánchez SJ.
Nel 1963 il celebre teologo cattolico svizzero Hans Urs von Balthasar, in un articolo intitolato Integralismus criticò l'Opus Dei, ritenendola una delle espressioni più importanti dell'integralismo cattolico.
Pochi mesi dopo von Balthasar cambiò posizione e alleggerì le sue affermazioni sull'Opus Dei parlando di "sospetta grossolanità", mentre nella sua opera uscita postuma "Integralismo oggi” non citò affatto l'Opus Dei. 
In un'intervista del 1976 per una rivista tedesca von Balthasar espresse poi parole di apprezzamento per l'Opus Dei: riferendosi alla situazione delle diverse istituzioni della Chiesa, affermò che «...tra gli aspetti positivi, segnalo anche l'Opus Dei e la sua audace sintesi tra una vita evangelica totale e una totale secolarità». Infine, nel 1979, von Balthasar inviò una lettera al quotidiano svizzero Neue Zurcher Zeitung (che a gennaio di quell'anno aveva riproposto l'articolo del 1963) in cui precisava di aver a suo tempo criticato solo alcuni aspetti del libro Cammino e non l'Opus Dei in quanto tale e aggiungeva: "per mancanza di informazione concreta, non sono in grado di emettere un giudizio sull'Opus Dei attuale, però qualcosa mi appare ugualmente sicuro: che molte delle accuse sono semplicemente false e anticlericali".
Nel 1981 il cardinale Basil Hume, arcivescovo di Westminster, dopo un'accurata indagine, scrisse alcune raccomandazioni per la futura attività dei membri dell'Opus Dei nella diocesi di Westminster. Il cardinale Hume specificava che le istruzioni non dovevano essere viste come una critica sull'integrità dei membri dell'Opus Dei o sul loro zelo nel promuovere l'apostolato. In concreto si tratta di quattro indicazioni concrete, pensate "per adattare il lavoro apostolico dell'Opus Dei alla tradizione spirituale e ai sentimenti del nostro popolo”: 18 anni compiuti per aderire all'Opus Dei, conoscenza da parte dei genitori, libertà per uscirne e per scegliere il proprio direttore spirituale, e che le iniziative dell'Opus Dei recassero chiare indicazione sul legame con l'istituzione. I rapporti tra Hume e l'Opus Dei sono stati costanti, e nel 1998 il cardinale celebrò a Londra una messa di ringraziamento per i settant'anni della Fondazione dell'Opus Dei, in cui tra l'altro disse: «70 anni fa l'Opus Dei è stata fondata, 50 anni fa è arrivata in Inghilterra. Ci sono ragioni sufficienti per pregare e ringraziare Dio per il lavoro che è stato fatto».
Per taluni critici, l'Opus Dei ha tutte le caratteristiche e il modus operandi di una setta. Nel 1997 il Parlamento belga ha sollecitato un rapporto sulle sette, che in realtà mette sotto accusa buona parte delle religioni storiche (Buddismo, Ebraismo, Islamismo, Protestantesimo, Cattolicesimo). L'esperto in sette Massimo Introvigne ha definito questo rapporto “una iniziativa di stampo giacobino”: l'Opus Dei è rientrata nell'elenco dei gruppi (alla pari della Comunità di Sant'Egidio e del Rinnovamento nello Spirito) che la Commissione parlamentare d'inchiesta ritenne pericolosi per l'azione di reclutamento effettuata nei confronti degli adolescenti e per gli episodi di manipolazione psicologica segnalati da molte famiglie belghe. Dal 1997 in poi non c'è stato, da parte delle autorità del Belgio, alcun provvedimento contro nessuna delle istituzioni cattoliche citate nel rapporto.
Giuseppe Dossetti contestò all'Opus Dei il fatto che possa agire nelle diocesi senza presentare i propri statuti ai vescovi ma solo un estratto, che l'Opus Dei preveda non solo dei sacerdoti deputati a fini particolari ma addirittura un suo "popolo", la mancanza di democrazia, la segretezza che rende l'associazione indistinguibile dalla massoneria. Contro tutto questo Dossetti affermò il dovere di opporsi e resistere. Gli Statuti dell'Opus Dei sono peraltro pubblici, disponibili da qualche anno su internet e in vari articoli hanno contenuti antitetici alla segretezza.
Il cardinale Luigi De Magistris sollevò perplessità sulle modalità seguite nel processo di beatificazione del fondatore (pur non avanzando dubbi sulla sua virtù), in particolare sul fatto che la maggior parte delle testimonianze raccolte fossero quelle del suo confessore, il beato Álvaro del Portillo e che troppo poco tempo fosse trascorso dalla morte.

### La leggenda esoterica e la sua confutazione

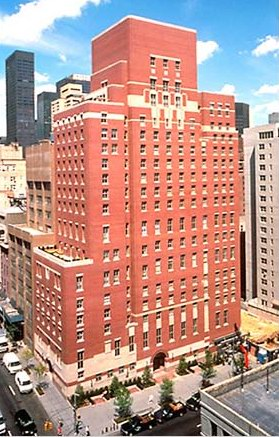
Ufficio principale dell'Opus Dei a New York

Dopo il Concilio Vaticano II vi furono molte critiche all'Opus Dei riguardo al suo carattere ultraconservatore e reazionario.
L'accusa all'Opus Dei di avere la forma di una setta massonica ("massoneria bianca") è stata ripresa per contestare l'appoggio alle dittature in Sudamerica ed in Spagna e l'influenza di idee di stampo fascista.
Il sociologo Massimo Introvigne ha risposto a questo genere di critiche. Sull'accusa di settarismo, ha scritto: «la ricetta per pubblicare un libro di successo dove un movimento o una realtà cattolica viene additata al pubblico ludibrio come "setta" è semplice: si prendono uno o più "ex" del movimento in questione, a cui si offre una splendida occasione per regolare vecchi conti; si traducono i loro resoconti - avendo cura di impiegare termini come "setta distruttiva", "lavaggio del cervello", "violazione dei diritti della persona" - nel gergo dei movimenti anti-sette, e si chiede aiuto a questi ultimi per lanciare i volumi che ne risultano». Ciò è, secondo Introvigne, alla base della pubblicazione dei testi di "ex" focolarini come Urquhart e di "ex" Opus Dei come María del Carmen Tapia, e di gruppi come l'ODAN (Opus Dei Awareness Network).
Secondo Introvigne, date le dimensioni dell'Opus Dei l'accusa è ovvia: «Mentre il movimento "contro" le sette, nato in ambiente religioso — particolarmente protestante-evangelico, negli Stati Uniti d'America — critica le "sette" da un punto di vista "qualitativo", mettendo in luce quanto nelle loro dottrine si oppone all'ortodossia cristiana, il movimento anti-sette che nasce in ambienti laicisti, dichiara di volersi occupare esclusivamente di comportamenti, deeds ("atti"), e non di dottrine, creeds ("credenze"), e attacca come "settaria" ogni forma di esperienza religiosa che da un punto di vista "quantitativo" appaia più intensa di quanto il secolarismo moderno sia disponibile a tollerare».
Introvigne critica l'applicazione di categorie politiche alle realtà religiose, come un trascurare una «necessità ovvia, lapalissiana: e che, cioè, l'esperienza religiosa va affrontata secondo categorie religiose».

### Nascita della teoria del complotto sull'ideologia gender
Nell'ambiente dell'Opus Dei è stata elaborata, a metà degli anni '90, la teoria del complotto sull'ideologia gender, nata da una rielaborazione strumentale degli studi di genere ad opera dell'attivista cattolica Dale O'Leary. La teoria afferma l'esistenza di un piano portato avanti dai movimenti LGBT e femministi che avrebbe come obiettivo la fine dell'identità sessuale e di genere; ciò, secondo la teoria, porterebbe alla fine dell'umanità.

### Opus Dei e finanza
Gli Statuti dell'Opus Dei non prevedono, tra le finalità associative, l'esercizio di attività aventi per oggetto l'intermediazione mobiliare, l'investimento in imprese o altre attività connesse in qualche modo con la finanza.
Un contratto stipulato tra l'Opus Dei e il fedele che intende aderirvi stabilisce i reciproci impegni in relazione agli ambiti formativi propri della Prelatura. A un contratto verbale può anche seguirne uno scritto relativo ai lasciti testamentari. Il testamento è praticamente obbligatorio per i membri numerari e aggregati.

### Mortificazione corporale
(Imitazione di Cristo)

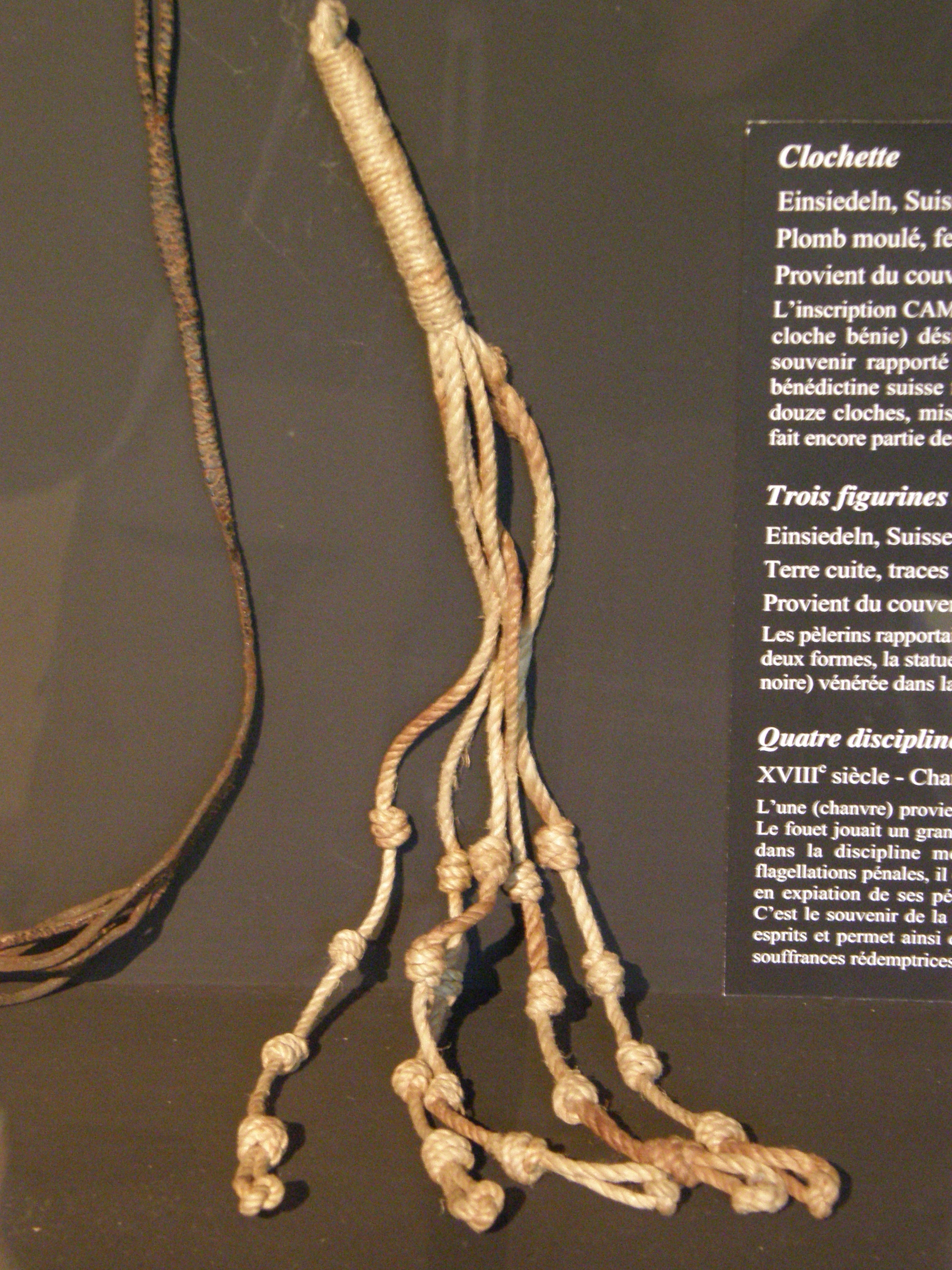
Disciplina

La pratica della mortificazione corporale è una secolare tradizione del popolo cristiano e di molti santi, ed è consigliata in più punti delle sue opere da Escrivá ed esplicitamente prescritta nel Codex Iuris Particularis Operis Dei al Titolo 3, articolo 83.

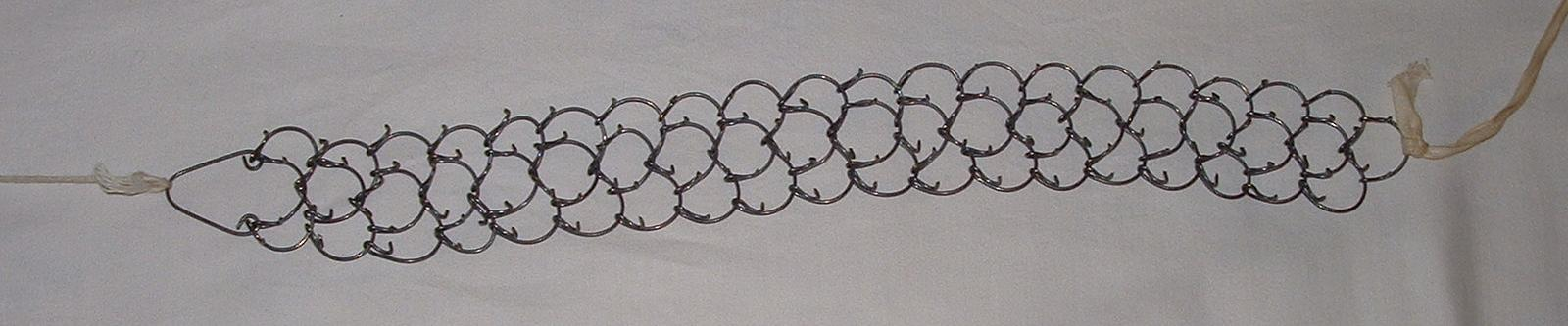
Cilicio

L'uso del cilicio e della disciplina è adottato da alcuni fedeli dell'Opera (la scelta della mortificazione è stabilita da ciascun membro; l'eventuale frequenza è stabilita sentito il proprio direttore spirituale, con cui i numerari si consultano). Per l'Opus Dei gli istinti del corpo sono da "ordinare", non un nemico da combattere, e il loro contrario - il dolore, anzitutto spirituale - è considerato benedetto perché corredentore. È proprio il fondatore a chiarire il concetto in molti aforismi, tra cui: «Benedetto sia il dolore. Amato sia il dolore. Santificato sia il dolore... Glorificato sia il dolore!», «Se sai che il tuo corpo è tuo nemico, e nemico della gloria di Dio, poiché lo è della tua santificazione, per quale motivo lo tratti con tante blandizie?».
Il 7 maggio 2007 il ministro dell'Interno Giuliano Amato, rispondendo a un'interrogazione parlamentare sulle pratiche di "mortificazione corporale" e le indicazioni di lettura, affermò che le decisioni in queste materie sono assunte liberamente dagli aderenti, nell'esercizio della libertà religiosa riconosciuta dalla Costituzione della Repubblica Italiana e dal Concordato tra lo Stato italiano e la Chiesa cattolica. Aggiunse che l'Opus Dei è un'istituzione della Chiesa cattolica, con personalità giuridica in quanto ente ecclesiastico civilmente riconosciuto e che le attività svolte dai fedeli dell'Opera a titolo di volontariato non sono assimilabili a un rapporto di lavoro subordinato, come accertato dal Ministero del lavoro e della previdenza sociale. Le residenze universitarie poi, sempre secondo Amato, sono collegi universitari legalmente riconosciuti, non gestiti direttamente dall'Opus Dei, e fruiscono legittimamente dei benefici previsti dalla legislazione vigente.

### Il libro"Oltre la soglia"
L'ex membro Maria Del Carmen Tapia, nel suo libro "Oltre la soglia" ('"Beyond the Threshold"), pubblicato nel 1992, parla di "manipolazione", "segretezza", "affari illegali", "plagio", "violenze". La Tapia descrive nel libro la propria esperienza di 18 anni di appartenenza (dal 1948 in poi) nel corso dei quali ricoprì anche l'incarico di direttrice di un centro femminile in Venezuela, soffermandosi in particolare sulle mortificazioni corporali (come l'uso del cilicio e della "disciplina", la pratica della doccia ghiacciata in qualsiasi stagione dell'anno e il dormire su panche di legno). Nel suo libro la Tapia riassume la sua esperienza all'interno della prelatura, definendola come "viaggio nel fanatismo". L'autrice descrive l'Opus Dei come una congregazione in cui gli adepti sono separati dalla realtà esterna, soffrono costrizioni economiche in un ambiente permeato del culto del fondatore e controllato con la tecnica della delazione e subiscono un "lavaggio del cervello", divenendo di conseguenza come pupazzi manovrati dai superiori, persuasi a rinunciare alle loro migliori capacità al fine dell'"unità" e del "buono spirito".
Qualche anno dopo, però, la Tapia, in prossimità della canonizzazione di Josemaría Escrivá, ebbe a dire: «La canonizzazione di monsignore Escrivá è stata per me motivo di gioia, poiché parecchie volte dopo la sua morte, ho chiesto a lui dei favori che, in verità posso dire, tante volte mi ha concesso… sarebbe un altro errore, e grave errore, servirsi dell'informazione contenuta nel mio libro per mettere in dubbio la santità del fondatore dell'Opus Dei».

### Proselitismo e lobbismo
L'Opus Dei è stato criticato per un atteggiamento di forte proselitismo rivolto soprattutto ai giovani.
L'Opus Dei non rende pubblico chi è o chi smette di esser suo membro, in quanto l'appartenenza è strettamente legata alla fede e alla vocazione personale. Questo in accordo, per quanto riguarda l'Italia, con la legge sulla privacy che inserisce la riservatezza tra i diritti inviolabili dell'uomo e tutela dalla diffusione di dati sensibili quali ad esempio l'origine razziale ed etnica... l'adesione a partiti, sindacati, associazioni od organizzazioni a carattere religioso, filosofico, politico o sindacale. L'articolo 191 della costituzione originale (che per molti anni fu solo ad uso interno dei membri) recitava: "I membri sappiano bene che dovranno osservare sempre un prudente silenzio a proposito dei nomi degli altri associati e non dovranno mai rivelare a nessuno che essi stessi appartengono all'Opus". Tuttavia l'articolo è stato modificato negli anni ottanta e ora ciascuno è libero di rivelare la propria appartenenza come una normale confidenza personale.
Sulla parola proselitismo, il prelato dell'Opus Dei ha scritto nel 2018: «Come sapete, il proselitismo, inteso nel senso originario, è una realtà positiva, equivalente all’attività missionaria di diffusione del Vangelo. Così l’ha sempre concepito san Josemaría e non nel senso negativo che questo termine ha progressivamente acquistato in tempi più recenti. Eppure è necessario tenere presente che, a prescindere da ciò che noi vorremmo, a volte le parole assumono connotazioni diverse da quelle che avevano in origine. Pertanto, valutate, in funzione del contesto, l’opportunità di utilizzare questo termine, perché talvolta i vostri interlocutori potrebbero capire una cosa diversa da ciò che intendete dire.»

### Opus Dei e la politica

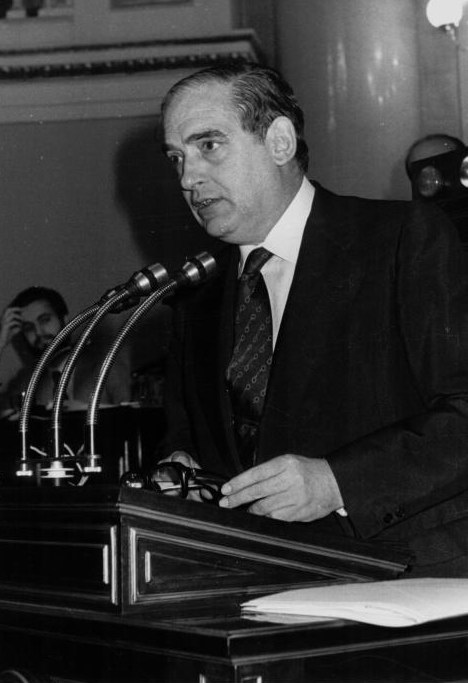
Antonio Fontan primo Presidente del Senato della democrazia di Spagna

Nei primi anni '40 l'Opus Dei fu oggetto dell'ostilità della Falange filonazista. Un rapporto del 1943 del Servizio investigativo della Falange concludeva che "lo spirito dell'Opus Dei è l'esatto opposto dello spirito falangista”. Si trattava quindi di un nemico del regime, che andava eliminato. È il periodo in cui un ambasciatore informa Escrivá che alcuni falangisti stanno progettando la sua eliminazione fisica: il sacerdote veniva considerato pericoloso perché si opponeva alla strumentalizzazione della religione ad opera della politica nella Spagna di Franco.
Otto membri dell'Opus Dei furono nominati ministri nei governi del dittatore Francisco Franco tra il 1957 ed il 1975. «Su 116 ministri nominati da Franco, in undici governi, dal 1939 al 1975, soltanto otto erano membri dell'Opera, di diverse tendenze politiche». L'ingresso nei governi franchisti di membri dell'Opus Dei fu «a titolo personale, cooptati per la stima che si erano guadagnati nell'esercizio delle rispettive professioni», mentre negli ultimi anni si è avuta una stretta relazione con i governi di José María Aznar. Lo stesso avvenne con diversi altri esponenti del cattolicesimo: ad esempio, il presidente dell'Azione Cattolica spagnola, Alberto Martín Artajo, fu nominato ministro degli Affari Esteri nel luglio 1945. D'altra parte, durante il governo franchista spagnolo alcuni membri dell'Opus Dei furono perseguitati e incarcerati, e in qualche caso costretti all'esilio, perché non seguivano la politica governativa o la criticavano esplicitamente (per esempio nel 1953 Rafael Calvo Serer fu espulso dall'equivalente spagnolo del Consiglio Nazionale delle Ricerche perché aveva pubblicato a Parigi un articolo contrario al governo franchista).
L'opinione del fondatore dell'Opus Dei sul rapporto dell'istituzione da lui fondata con la politica può essere dedotta da alcuni articoli apparsi sul quotidiano ABC tra il 1969 e il 1970. Ecco un estratto tradotto in italiano:
Rispondendo ad una interpellanza parlamentare nel 1986, il ministro dell'Interno Oscar Luigi Scalfaro affermò tra l'altro che "L'Opus Dei è senza dubbio una istituzione ecclesiastica, le cui norme attengono all'ordinamento canonico" e che "in nessun modo l'Opus Dei può qualificarsi come associazione segreta” 
Si è rilevato invece come il pensiero di Josemaría Escrivá abbia anticipato di diversi anni le conclusioni raggiunte dal Concilio Vaticano II in materia di ruolo dei laici nella Chiesa e di chiamata universale alla santità, come riconosciuto dal card. Albino Luciani (poi Papa Giovanni Paolo I).
Julian Herranz, oggi cardinale, e soprattutto Álvaro del Portillo parteciparono ai lavori del Concilio Vaticano II, e quest'ultimo fu uno dei protagonisti che diedero vita al decreto “Presbyterorum Ordinis”. Nel 2011 Fernando Ocáriz, Vicario Generale dell'Opus Dei, ha scritto sull'Osservatore Romano un articolo intitolato “Sull'adesione al Concilio Vaticano II” nel quale ribadiva la necessità che ogni fedele aderisca al magistero del Concilio.

### Opus Dei e le donne
Nell'Opus Dei le donne godono di autonomia di governo sia a livello locale che nell'organizzazione centrale, rappresentata da un Assessorato che opera a Roma a stretto contatto con il Prelato. Il compito dell'Assessorato, come riferiva nel 2005 la direttrice Marlies Kücking, è di "informare il Prelato delle questioni relative al lavoro apostolico dell'Opus Dei svolto tra le donne in tutto il mondo”.
Le donne dell'Opus Dei sono incoraggiate a seguire la loro vocazione professionale né più né meno che i loro colleghi uomini, e di fatto sono presenti in tutti i settori del mondo del lavoro. Già negli anni Sessanta il fondatore dell'Opus Dei auspicava un ruolo della donna nella Chiesa sempre più centrale. e ricordava «lo stupore, e addirittura la disapprovazione, con cui avevano reagito alcune persone quando l'Opus Dei aveva incoraggiato le donne a laurearsi in teologia». 
In tutto il mondo sono state promosse dall'Opus Dei iniziative per la formazione e promozione della donna. Tra queste: Terral a Barcellona, Baytree a Londra, Kimlea a Tigoni (Kenya), il Centro di formazione integrale per la donna a La Paz (Bolivia).
Alcuni critici accusano l'organizzazione di sfruttamento della donna, sostenendo che le donne dell'Opus Dei sono relegate ai lavori domestici come la cucina e la pulizia, mansioni che effettivamente sono svolte nei centri dell'Opus Dei esclusivamente dalle numerarie ausiliari (le cd. domestiche dell'Opus, che possono essere solo donne) sono retribuite secondo le leggi vigenti nei diversi Paesi. In Italia sono regolarmente assunte da enti come la Fondazione Rui, la Cedel - cooperativa sociale educativa ELIS, l'IPE e altri. Tutte le donne dell'Opus Dei nel mondo seguono corsi di studi interni per la propria formazione spirituale e teologica, e ci sono molte laureate, soprattutto tra le numerarie, le aggregate e le soprannumerie. Negli ultimi anni in Italia anche alcune numerarie ausiliari si sono laureate in corsi come dietistica o scienze dell'alimentazione.
Un passo molto citato dai critici, tratto dall'opera "Cammino" di Escrivá, è il seguente:
()
L'aggettivo "discreto", che ha in spagnolo esattamente lo stesso significato che in italiano, è stato liberamente tradotto in "saggio", forse nell'intento, da parte del traduttore, di limare un'affermazione piuttosto forte del fondatore: all'epoca della stesura di questo libro, in Spagna le donne laureate erano un'eccezione, anche se già da allora l'autore incoraggiava molte giovani che conosceva a dedicarsi agli studi universitari, qualora vi si sentissero portate. Nel 1947 promosse l'apertura di una residenza universitaria femminile a Madrid quando ancora meno del 14% degli studenti universitari in Spagna erano donne.
Tratto dal n. 87 del libro "Colloqui" il seguente brano frutto di un'intervista a San Josemaría:
Secondo una recensione del Telegraph la francese Véronique Duborgel - ex soprannumeraria - racconta il proprio travagliato percorso di 13 anni passati nell'organizzazione che definisce
rigida, insensibile, settaria e misogina. Per esempio veniva rimproverata di incrociare le gambe in quanto era cosa irrispettosa e immodesta, di vestire dei pantaloni ritenuti un indumento sessualmente provocante. La donna ricorda di essere stata redarguita per aver confidato ad alcuni appartenenti, inclusi dei sacerdoti, delle frequenti e ripetute violenze subite dal marito (che determinarono infine il divorzio), che vennero definite "una croce da portare".

### Opus Dei e valutazione morale dei libri
In tempi passati nei centri dell’Opus Dei si poteva consultare un database con la valutazione di alcuni libri. Nell’era internet questo database non esiste più. Sono presenti sul web alcuni siti con recensioni di libri e di film che non sono in alcun modo iniziative istituzionali della Prelatura. 
Questi siti forniscono un aiuto a chiunque voglia scegliere responsabilmente letture con buoni contenuti. L’Opus Dei ha sempre incoraggiato i propri fedeli in questo senso.
Al riguardo, un paragrafo del vademecum del governo locale dell'Opus Dei - non più in vigore, in quanto eliminato e sostituito nel 2010 - affermava:
()

## Curiosità
- Il fondatore dell'Opus Dei Escrivà era un estimatore del fondatore dei salesiani Don Bosco e del suo "metodo educativo preventivo" dei giovani.
- Le primissime informazioni sull'Opus Dei in Italia si devono a Eugenio Morreale, corrispondente dalla Spagna del pomeridiano Corriere d'Informazione (4-5 giugno 1954).[129]
- Nel 1997 don Giussani ha affermato, utilizzando una metafora, che i ciellini sarebbero i «balilla, gli irregolari che tirano le pietre», mentre quelli dell'Opus Dei «hanno i panzer: vanno avanti ben corazzati, con i cingoli, anche se li hanno rivestiti di gomma. Il rumore non si sente, ma ci sono, eccome. E ce ne renderemo conto sempre di più»[130].
- Il 22 maggio 1978 Indro Montanelli scrisse la seguente lettera all'allora papa Paolo VI: "Beatissimo Padre, ritengo che sia opportuno e utile per la Chiesa Cattolica e per la nostra società, bisognosa di modelli di vita esemplare, iniziare la causa di beatificazione di monsignor Josemaría Escrivá de Balaguer. Conosco e stimo l'Opus Dei, da lui fondata e ritengo che la fama di santità che circonda la sua persona sia pienamente giustificata"[131].
- L'Opus Dei è chiamato fantasiosamente in causa nella trama nel discusso romanzo thriller best seller Il codice da Vinci (The Da Vinci Code) dello scrittore Dan Brown, pubblicato nel 2003 e poi riproposto come film con lo stesso nome nel 2006, con la regia di Ron Howard.

## Filmografia
There Be Dragons - Un santo nella tempesta, regia di Roland Joffé (2011).

### Documenti normativi
- Costituzione apostolica, Ut sit, opusdei.org
- (LA)  Statuti dell'Opus Dei, opusdei.org
- Motu proprio, Ad charisma tuendum, www.vatican.va
- Lettera Apostolica in forma di “Motu Proprio” del Sommo Pontefice Francesco con la quale vengono modificati i cann. 295-296 relativi alle Prelature Personali, press.vatican.va

### Letteratura
- John L. Allen, Opus Dei. La vera storia. I segreti della forza più controversa nella Chiesa Cattolica, Roma, Newton & Compton, 2006.
- Eduardo Baura (a cura di), Studi sulla prelatura dell'Opus Dei. A venticinque anni dalla Costituzione apostolica «Ut sit», Roma, Edusc, 2008.
- P. Casciaro, Al di là dei sogni più audaci. Gli inizi dell'Opus Dei accanto al fondatore, Milano, Ares, 1995.
- Pippo Corigliano, Un lavoro soprannaturale. La mia vita nell'Opus Dei, Milano, Mondadori, 2008.
- Tapia Maria del Carmen, Oltre la soglia: una vita nell'Opus Dei, Milano, Baldini & Castoldi, 1996.
- Maurizio Di Giacomo, Opus Dei: la storia, i nomi, le sigle, i collegamenti internazionali, le luci e le ombre della multinazionale di Dio: in appendice, le vecchie e le nuove Costituzioni segrete, Napoli, T. Pironti, 1987.
- Marco Dolcetta, Politica occulta: logge, lobbies, sette e politiche trasversali nel mondo, Castelvecchi, 1998.
- Michele Dolz, Mia madre la Chiesa, San Paolo, 2008.
- Véronique Duborgel, In fuga dall'Opus Dei, Edizioni Piemme, 2008.
- A. de Fuenmayor, V. Gómez-Iglesias e J. L. Illanes, L'itinerario giuridico dell'Opus Dei - Storia e difesa di un carisma, Milano, Giuffrè, 1991.
- Peter Hertel, I segreti dell'Opus Dei: documenti e retroscena, a cura di Manuel Kromer, Torino, Claudiana, 1997.
- Yvon Le Vaillant, La Santa Mafia. L'Opus Dei in azione, Milano, Sugar, 1971.
- Bruno Mastroianni (a cura di), San Josemaría Escrivá - Una biografia per immagini del fondatore dell'Opus Dei, Torino, Lindau, 2011.
- Vittorio Messori, Opus Dei, un'indagine, Milano, Mondadori, 1993..
- Andrés Vàzquez de Prada, Il Fondatore dell'Opus Dei, 3 volumi, Leonardo Periodici, 1999.
- Ferruccio Pinotti, Poteri forti, collana BUR Biblioteca Universale, Milano, Rizzoli, 2005.
- Ferruccio Pinotti, Opus Dei segreta. Frusta, cilicio e alta finanza. Per la prima volta parlano i testimoni. In collaborazione con Emanuela Provera e Amina Mazzali, già numerarie dell'Opus Dei, collana BUR Biblioteca Universale, Milano, Rizzoli, 2006.
- Patrice de Plunkett, Opus Dei. Tutta la verità, Torino, Lindau, 2008.
- Emanuela Provera, Dentro l'Opus Dei, Milano, Chiarelettere, 2009.
- Giancarlo Rocca, L'Opus Dei. Appunti e documenti per una storia, Roma, Tip. Città nuova, 1985.
- P. Rodríguez, F. Ocáriz e J. L. Illanes, L'Opus Dei nella Chiesa, Casale Monferrato, Edizioni Piemme, 1993.
- P. Rodríguez, L'Opus Dei, struttura & missione. Un profilo ecclesiologoco, Milano, Edizioni Ares, 2013.
- Giuseppe Romano e J. L. Olaizola, Il Vangelo nel lavoro, Milano, Edizioni Paoline, 1992.
- Giuseppe Romano, Opus Dei. Il messaggio, le opere, le persone, Edizioni San Paolo, 2002.
- S. Valero, Yauyos. Sacerdoti pionieri sulle Ande, Milano, Ares, 1995.
- J. P. Wauck (a cura di), Un cammino attraverso il mondo, Torino, Lindau, 2008.